# Sântimbru (Harghita)
Sântimbru alte Schreibweise Sîntimbru [sɨnˈtimbru] (veraltet Ciuc-Sântimbru; ungarisch Csikszentimre) ist eine Gemeinde im Kreis Harghita, in der Region Siebenbürgen in Rumänien.

## Geographische Lage

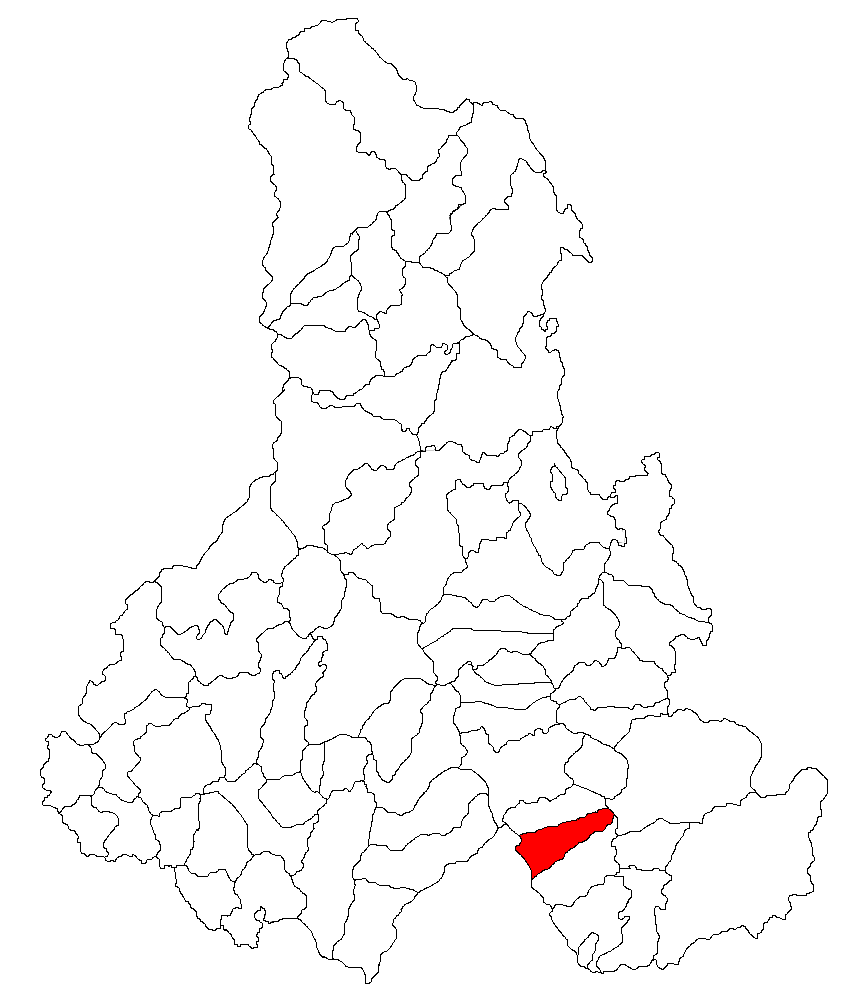
Lage der Gemeinde Sântimbru im Kreis Harghita

Die Gemeinde Sântimbru befindet sich im Harghita-Gebirge – ein Teilgebirge der Ostkarpaten – in der historischen Region Szeklerland. Am Oberlauf des Flusses Olt (Alt), an der Kreisstraße (drum județean) DJ 123A und an der Bahnstrecke Sfântu Gheorghe–Siculeni–Adjud befindet sich der Ort Sântimbru 12 Kilometer südöstlich der Kreishauptstadt Miercurea Ciuc (Szeklerburg).
Vom Gemeindezentrum führt in westliche Richtung ein 14 Kilometer langer Weg in das 1231 m hoch gelegene Luft- und Badekurort eingemeindete Dorf Sântimbru-Băi (ungarisch Szentimrefürdő, deutsch Mineralbad).

## Geschichte
Der mehrheitlich von Szeklern bewohnte Ort Sântimbru, wurde 1567 erstmals urkundlich erwähnt. Nach Angaben des Verzeichnisses historischer Denkmäler des Ministeriums für Kultur und nationales Erbe (Ministerul Culturii și Patrimoniului Național) deuten bei Zöldfák (rumänisch Pomii verzi) archäologische Funde auf eine Besiedlung in die Latènezeit. Ansonsten sind wenige Funde auf dem Gemeindegebiet gemacht worden.
Im Königreich Ungarn gehörte Sântimbru dem Stuhlbezirk Kászonalcsík in der Gespanschaft Csík (rumänisch Comitatul Ciuc), anschließend dem historischen Kreis Ciuc und ab 1950 dem heutigen Kreis Harghita an. Bis 2004 gehörte die Gemeinde der nördlichen Nachbargemeinde Sâncrăieni (Csíkszentkirály) an.

## Bevölkerung
Die Bevölkerung der heutigen Gemeinde Sântimbru entwickelte sich wie folgt:
| Volkszählung | Volkszählung | Ethnische Zusammensetzung | Ethnische Zusammensetzung | Ethnische Zusammensetzung | Ethnische Zusammensetzung |
| Jahr         | Bevölkerung  | Rumänen                   | Ungarn                    | Deutsche                  | andere                    |
| ------------ | ------------ | ------------------------- | ------------------------- | ------------------------- | ------------------------- |
| 1850         | 1.960        | 11                        | 1.917                     | -                         | 32                        |
| 1930         | 1.762        | 4                         | 1.757                     | 1                         | -                         |
| 1977         | 2.349        | 57                        | 2.247                     | -                         | 45                        |
| 2002         | 1.995        | 3                         | 1.969                     | -                         | 23                        |
| 2011         | 2.063        | 4                         | 1.994                     | 2                         | 63                        |
| 2021         | 2.066        | 8                         | 1.861                     | 2                         | 195                       |

Seit 1850 wurde auf dem Gebiet der heutigen Gemeinde Sântimbru – das eingemeindete Dorf Sântimbru-Băi wurde 1956 erstmals aufgenommen – die höchste Einwohnerzahl und die der Magyaren und der Rumänen 1977 ermittelt. Die höchste Anzahl der Roma (101) wurde 2021 und die der Rumäniendeutschen 2011 registriert.

## Sehenswürdigkeiten
- Im Gemeindezentrum die katholische Kirche Sfântu Rege Emerich[8] im 16. Jahrhundert errichtet und 1777 erneuert, und eine katholische Kapelle Sfânta Margareta(⊙) auf dem Areal Alszeg im 15. Jahrhundert errichtet und im 18. Jahrhundert erneuert, stehen unter Denkmalschutz.[4]
- Das ehemalige Landaus der ungarischen Adelsfamilie Adam Henter[9] im 16. Jahrhundert errichtet, steht unter Denkmalschutz.[4]
- In Sântimbru steht eine Wassermühle und ein Sägewerk im Jahr 1878 errichtet, unter Denkmalschutz.[4]

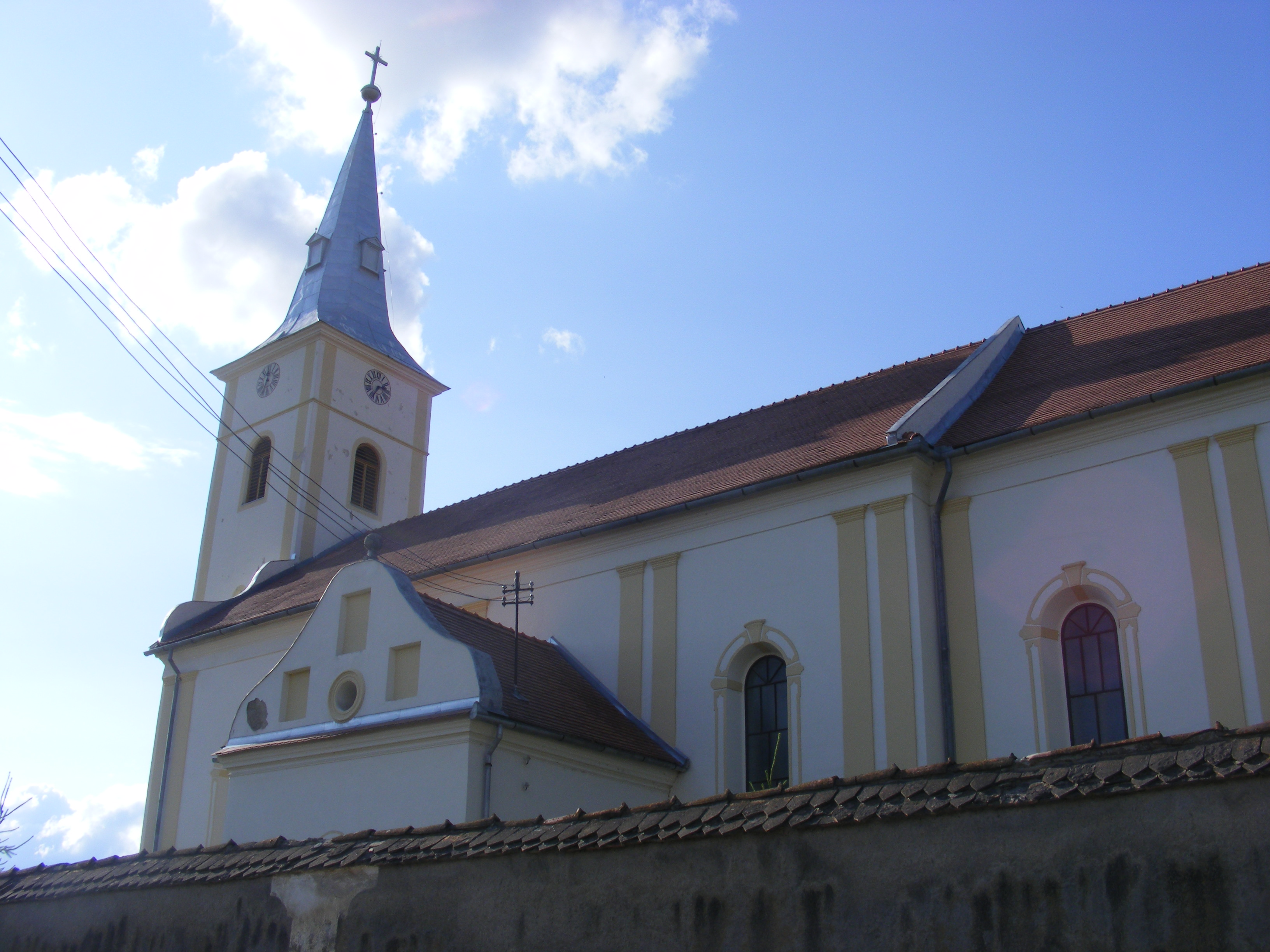
Katholische Kirche in Sântimbru
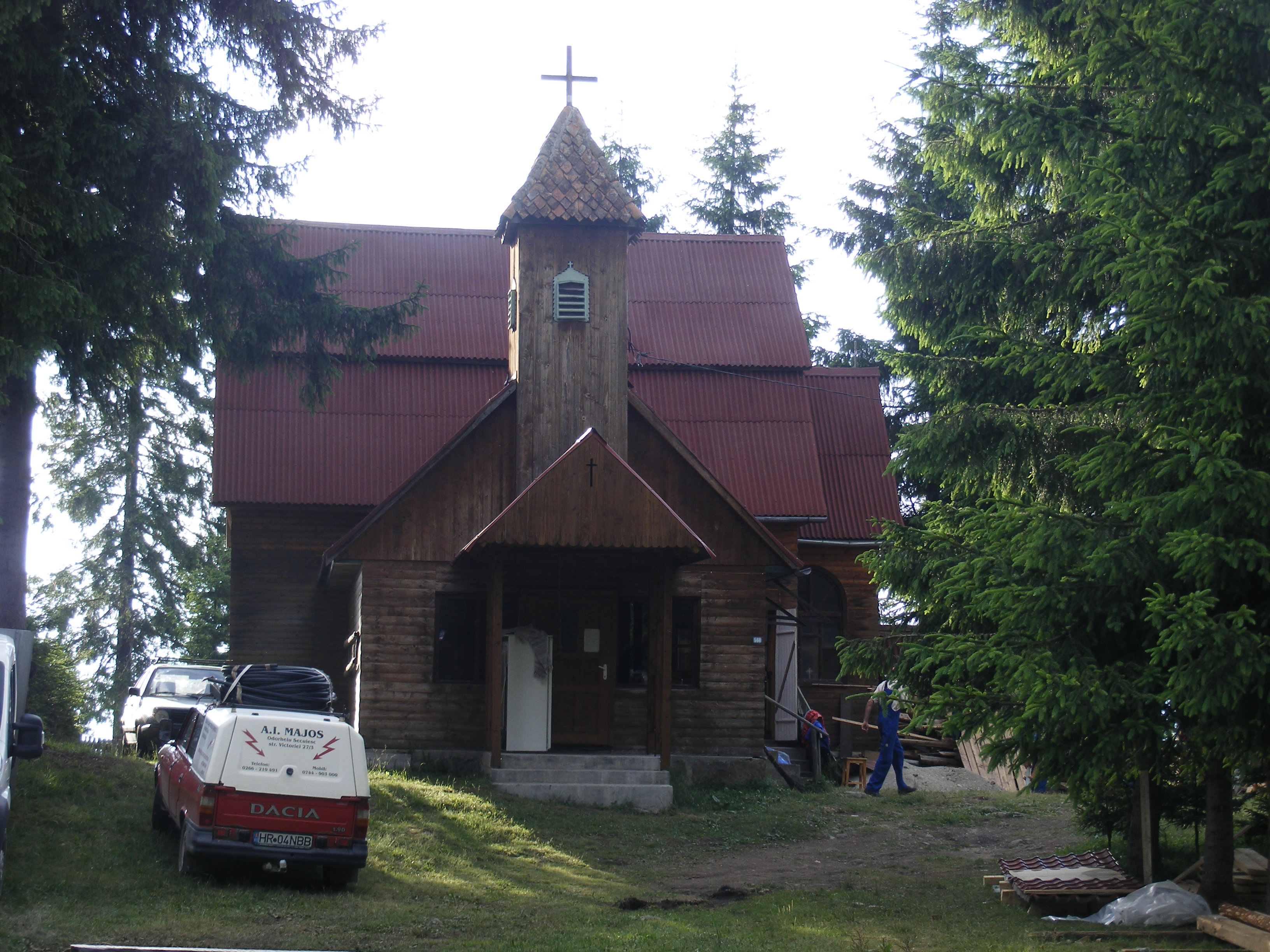
Holzkirche in Sântimbru-Băi